# Amory B. Lovins

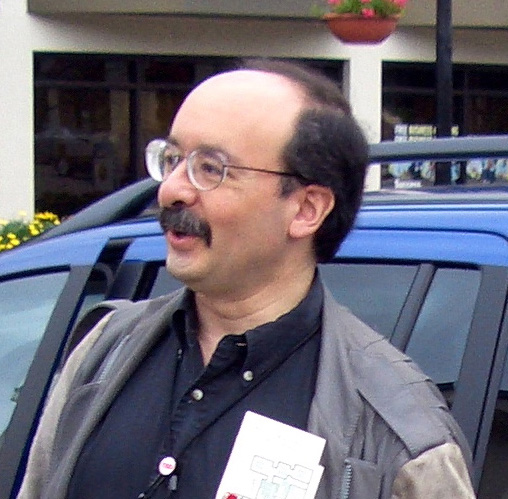
Amory B. Lovins en décembre 2006

Amory Bloch Lovins (né le 13 novembre 1947 à Washington DC), est un écologiste américain, qui est à l'origine du concept de négaWatt.

## Biographie
Amory Lovins a grandi dans le Massachusetts. De 1964 à 1971, il étudie au Harvard College et à l'Université d'Oxford où il étudie les sciences physiques et travaille en tant qu'écologiste professionnel.
En 1979, Amory Lovins épouse Hunter Sheldon, une avocate diplômée en sciences sociales, dont il se séparera en 1989. En 1982, il crée avec elle et d'autres écologistes le Rocky Mountain Institute, un institut installé dans le Colorado en 1984[réf. incomplète], qui prétend libérer l'économie mondiale de la dépendance aux combustibles fossiles.
Amory Lovins est à l'origine en 1989, du concept de négaWatt dans la consommation d'énergie.
Amory Lovins enseigne comme professeur invité dans de nombreuses universités aussi bien aux États-Unis qu'en Suisse et en Chine. Hunter Lovins quitte le Rocky Mountain Institute en 2002.
En 2007, il épouse Judy Hill, une photographe d'art avec laquelle il collabore à la photographie de paysage et la conservation des orang-outans.
Depuis 2009, le Rocky Mountain Institute, de concert avec d'autres partenaires, élabore un modèle pour accroître l'efficacité énergétique de l'Empire State Building. L'objectif est d'atteindre 4,4 millions de dollars d'économies annuelles d'énergie, tout en réduisant la consommation d'énergie de près de 40 % et améliorer le bilan carbone de l'immeuble.
Amory Lovins est auteur ou coauteur de livres qui promeuvent les principes de l'efficacité énergétique auprès du grand public et des entreprises.

## Reconnaissance
Ses travaux lui ont valu de nombreux prix et récompenses.
- En 1983, Amaury B. Lovins et Hunter Lovins ont été lauréats du Right Livelihood Award en 1983, « pour leur travail de pionniers dans la promotion de l'énergie douce pour la sécurité mondiale ».
- En 2005, Time magazine le classe parmi les 100 personnalités de l’année.

### En anglais
- Eryri, the Mountains of Longing, San Francisco, Friends of the Earth, 1972. (with Philip Evans)   (ISBN 978-0-8415-0129-4). 181 p.
- Openpit Mining London : Earth Island, 1973.  (ISBN 978-0-85644-020-5). 118 p.
- World Energy Strategies: Facts, Issues, and Options London : Friends of the Earth Ltd for Earth Resources Research Ltd, 1975. 131 p.  (ISBN 978-0-88410-601-2).
- Nuclear power: Technical Bases for Ethical Concern (1975, 2e edition). 39 p.  (ISBN 978-0-9503273-6-5)
- Soft Energy Paths: Towards a Durable Peace San Francisco : Friends of the Earth International, 1977 231p.  (ISBN 0-06-090653-7)
- The Energy Controversy: Soft Path Questions and Answers (1979)  (ISBN 978-0-913890-22-6)
- Non-Nuclear Futures: The Case for an Ethical Energy Strategy (with John H. Price) 	San Francisco, 1980. 223p.  (ISBN 978-0-06-090777-8)
- A Golden Thread: 2500 Years of Solar Architecture & Technology (1980) ASIN: B000MWEXMC
- Energy/War, Breaking the Nuclear Link  San Francisco : Friends of the Earth, 1981  161p.  (ISBN 978-0-913890-44-8)
- Least-Cost Energy: Solving the CO2 Problem Andover, Mass. : Brick House Pub. Co., 1982 184p.  (ISBN 978-0-931790-36-2)
- Brittle Power: Energy Strategy for National Security (with L Hunter Lovins) Andover, Mass. : Brick House, 1982 re-released in 2001. 486p.  (ISBN 0-931790-28-X)
- The First Nuclear World War (with  Patrick O'Heffernan; L Hunter Lovins) 	New York : Morrow, 1983. 444 p  (ISBN 978-0-09-155830-7)
- Energy Unbound: A Fable for America's Future  (with L Hunter Lovins;  Seth Zuckerman) San Francisco : Sierra Club Books, 1986. 390 p   (ISBN 0-87156-820-9)
- Consumer Guide to Home Energy Savings (1991)  (ISBN 978-0-918249-09-8)
- Reinventing Electric Utilities: Competition, Citizen Action, and Clean Power (1996)  (ISBN 978-1-55963-455-7)
- Factor Four: Doubling Wealth - Halving Resource Use: A Report to the Club of Rome (1997)  (ISBN 978-1-85383-407-3)
- Natural Capitalism: Creating the Next Industrial Revolution (2000)  (ISBN 1-85383-763-6)
- Small is profitable : the Hidden Economic Benefits of Making Electrical Resources the Right Size, Rocky Mountain Institute, 2003, 398 p. (ISBN 978-1-881071-07-5)
- The Natural Advantage Of Nations: Business Opportunities, Innovation And Governance in the 21st Century (2004)  (ISBN 1-84407-121-9)
- Winning the Oil Endgame : Innovation for Profit, Jobs and Security, Rocky Mountain Institute, 2005, 306 p. (ISBN 978-1-84407-194-4, lire en ligne) (Available Online in PDF)
- Let the Mountains Talk, Let the Rivers Run: A Call to Save the Earth (2007)  (ISBN 978-1-57805-138-0)
- The Essential Amory Lovins (2011)  (ISBN 978-1-84971-226-2)
- Reinventing Fire: Bold Business Solutions for the New Energy Era (2011)  (ISBN 978-1-60358-371-8)

### En français
- Amory B Lovins, Stratégies énergétiques planétaires, Christian Bourgois Editeur, 1975, 195 p.
- Amory B Lovins, Hunter Lovins et Ernst Ulrich von Weizsäcker, Facteur 4 : deux fois plus de bien-être en consommant deux fois moins de ressources : Rapport au Club de Rome [« Factor Four: Doubling Wealth - Halving Resource Use: A Report to the Club of Rome »], Terre vivante, 1997, 320 p. (ISBN 978-2-904082-67-2)
- Amory B Lovins, Hunter Lovins et Paul Hawken (trad. de l'anglais), Natural capitalism : comment réconcilier économie et environnement [« Natural Capitalism: Creating the Next Industrial Revolution »], Paris, Scali, 2008, 646 p. (ISBN 978-2-35012-221-2)
- Réinventer le feu : Des solutions économiques novatrices pour une nouvelle ère énergétique [« Reinventing Fire: Bold Business Solutions for the New Energy Era »]  (trad. de l'anglais), Paris, Rue de l'échiquier, 2013, 676 p. (ISBN 978-2-917770-51-1)